# Paradoxopsyllus angustisinus
Paradoxopsyllus angustisinus är en loppart som beskrevs av Cai Liyun et Wu Wenzhen 1988. Paradoxopsyllus angustisinus ingår i släktet Paradoxopsyllus och familjen smågnagarloppor. Inga underarter finns listade i Catalogue of Life.